# Охтман, Мина
Мина Охтман (англ. Mina Fonda Ochtman; 1862—1924) — американская художница-импрессионист, жена художника Леонарда Охтмана; жила с мужем в арт-колонии Cos Cob Art Colony, работала преимущественно акварелью.

## Биография
Родилась 28 марта 1862 года в городе Лакония, штат Нью-Гэмпшир.
В 1886 году уехала в Нью-Йорк, чтобы обучаться живописи в Лиге студентов-художников Нью-Йорка; её учителем был Кеньон Кокс. В 1891 году Мина вышла замуж за Леонарда Охтмана и они поселились в художественной колонии городка Кос Коб, где организовали в 1910 году летнюю творческую школу. Дом Леонарда и Мины был известен как Greyledge и служил центром притяжения для местных художников.
Мина Охтман была членом ассоциации National Association of Women Artists, а также участвовала в нескольких акварельных обществах.
Умерла 11 апреля 1924 года. Её дочь Дороти (англ. Dorothy Ochtman, 1892—1971) — училась живописи у родителей и стала художником, писавшим натюрморты.

Некоторые работы
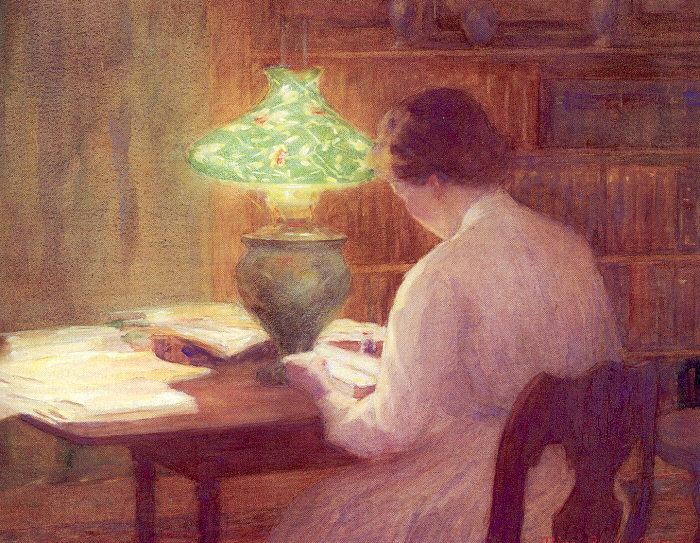
The evening lamp
The orchard by moonlight